# Broken Wings: Special Edition
Broken Wings: Special Edition é o primeiro EP da banda Flyleaf. Esse EP foi lançado quando a banda ainda se chamava Passerby.

## Faixas
1. "Broken Wings"
2. "Breathe Today"
3. "Red Sam"